# 中村芝鶴 (2代目)
二代目 中村 芝鶴（なかむら しかく、1900年4月14日 - 1981年9月3日）は、明治時代後期から昭和時代にかけて活躍した歌舞伎役者。屋号は新駒屋。本名は祖父江由良。実父は五代目中村傳九郎。養父は六代目中村傳九郎。

## 略歴
東京府東京市浅草区で生まれる。母方は、吉原の大店である大文字楼の楼主である。
1905年2月、中村由丸を名乗って、新富座で『籠釣瓶花街酔醒』の禿として、初舞台を踏む。のちに五代目中村歌右衛門の門弟となった。
1911年11月、歌舞伎座で、初代歌右衛門の幼名である三代目中村歌之助を襲名した。1919年5月、歌舞伎座で『丹前朝比奈』の古之蔵を演じて、二代目中村芝鶴を襲名、名題昇進した。戦前は二代目市川左團次の一座にあって相手役を務めていた。
若き日は、六代目尾上梅幸の信奉者で、実に美しいブロマイド写真が残っており、熱烈なファンが多かったというのも察せられる。
戦後になってからは渋い老女役、さらに男役としても活躍した。『籠釣瓶』の立花屋の女房、『瞼の母』の老いた夜鷹、『井伊大老』の浪人・水無部大臣役、『天守物語』の舌長婆などが当たり役であった。
歌舞伎からテレビ界、現代演劇にまで演技の幅を広げ、NHK大河ドラマにも、3作品に出演している。このうち、『春の坂道』における秀吉役は大河ドラマ史上最年長の秀吉役（71歳）で大変話題になった。舞台では、『濹東綺譚』で永井荷風に扮し実物ソックリに演じた（1962年の映画版でも荷風を演じた）。森光子版『放浪記』の初演で安岡信雄役を演じた。
1960年に東宝、1975年に松竹の映画に次々出演。
晩年は、梨園出身でない後進の指導に取り組み、松竹歌舞伎学校校長として、坂東玉三郎をはじめ多くの女形の指導にあたった。
最後の舞台は1981年2月、八代目坂東玉三郎主演の東京・日生劇場『天守物語』の舌長姥役。その年の9月3日に逝去。81歳没。戒名は深達院法道日良信士。歴代の墓所は、東京都台東区谷中瑞輪寺。
著書に、吉原の思い出を綴った『大文字草』や『遊廓の世界』など随想録を著した。

## 受賞歴
- 1965年4月、伝統歌舞伎保存会会員第一次認定
- 1968年 紫綬褒章
- 1974年 勲四等旭日小綬章

## 親族
- 義父：佐々木染之丞 - 興行師・横浜喜楽座・朝日座（旧・伊勢佐木町東映）座主。
- 甥孫：佐々木秀康 - チェコ・オストラヴァ国立工科大学客員教授・情報工学者・国際弁護士。
- 姪孫：戸松重徳 - KISCO（株）元兄弟会社　岸本ハウジング（株）元取締役

## 出演作品
- 阿部一族（1959年）
- 忠臣蔵 花の巻・雪の巻（1962年） - 大野九郎兵衛 役
- 濹東綺譚（1962年） - 永井荷風 役
- 花の生涯（1963年） - 犬塚外記 役
- 赤穂浪士（1964年）- 堀部弥兵衛 役
- 侍（1965年）- 野坂源五兵衛 役
- 虹（1970年）
- 春の坂道（1971年）- 豊臣秀吉 役
- 残菊物語（1973年）- 尾上多見蔵 役

## 著書
- 中村芝鶴随筆集 日本出版協同、1953
- 歌舞伎随筆 高風館、1956 新版・評論社、1977
- 大文字草 東京書房、1961
- 役者の世界 正・続　木耳社、1966-72
- 遊廓の世界 新吉原の想い出 評論社、1976